# Saint-Martin-sur-Ouanne
Saint-Martin-sur-Ouanne era una comuna francesa situada en el departamento de Yonne, de la región de Borgoña-Franco Condado, que el 1 de enero de 2016 pasó a ser una comuna delegada de la comuna nueva de Charny-Orée-de-Puisaye al fusionarse con las comunas de Chambeugle, Charny, Chêne-Arnoult, Chevillon, Dicy, Fontenouilles, Grandchamp, Malicorne, Marchais-Beton, Perreux, Prunoy, Saint-Denis-sur-Ouanne y Villefranche.

## Demografía
| Gráfica de evolución demográfica de Saint-Martin-sur-Ouanne entre 1800 y 2013 |
|                                                                               |

Los datos demográficos contemplados en este gráfico de la comuna de Saint-Martin-sur-Ouanne se han cogido de 1800 a 1999 de la página francesa EHESS/Cassini, y los demás datos de la página del INSEE.